# Gold Beach
Gold Beach var kodenavnet for en af de centrale strande i Normandiet, hvor de allierede tropper foretog landgang på den 6. juni 1944 under Anden verdenskrig. 
Gold Beach lå i det område, som de britiske 50th (Northumbrian) Infantry Division (under kommando af generalmajor Alexander Graham) og 8th Armoured Brigade havde til opgave at indtage. Begge kampenheder var en del af det britiske Armékorps XXX Corps, der igen var en del af den britiske Second Army under kommando af generalløjtnant Miles Dempsey
Gold Beach havde tre hovedsektioner – disse var opdelt (fra vest til øst): "Item", "Jig" (opdelt i to sektioner, Green og Red), og "King" (også opdelt i to sektioner, Green og Red). En fjerde, "How", blev ikke benyttet ved invasionen.
Der blev foretaget landgang af 50th (Northumbrian) Division i området mellem Le Hamel og Ver sur Mer med støtte af 79. Panserdivision. Den 231. Infanteribrigade gjorde landgang i "Jig" ved Le Hamel/Asnelles og den 69. brigade foretog landgang i "King" ved Ver sur Mer. Enhed 47 af Royal Marine Commando, der var tilknyttet 50th (Northumbrian) Infantry Division foretog landgang i "Item"-sektoren.

## Landsætningen
Landsætningen ved Gold Beach blev indledt kl. 07.25. Der blev rapporteret om hård tysk modstand i begyndelsen, men de britiske styrker brød forholdsvist hurtigt igennem de tyske linjer. Invasionen på Gold Beach forløb med forholdsvis få britiske tab, "kun" ca. 500 soldater omkom. Tabstallene var markant lavere end tabene ved Omaha Beach.
Ved midnat den 6. juni 1944 var 24.970 britiske soldater landsat på Gold Beach og var nået ca. 10 km ind i landet. Det lykkedes at få kontakt med de canadiske styrker fra Juno Beach, men det lykkedes ikke at indtage vejen mellem Caen og Bayeux eller at få kontakt med de amerikanske styrker ved Omaha Beach.

## Galleri
- Landgang ved Gold Beach den 6. juni 1944 med tunge køretøjer
- Britiske soldater fra 50. division under landgang på stranden
- Britiske soldater går hvil under fremrækningen inde i landet senere den 6. juni 1944
- En britisk  kampvogn (Sherman) landsættes den 7. juni.
- En britisk Cromwell (kampvogn) leder en panserkolonne ind i landet den 7. juni 1944